# مسجد سليمان
مسجد سليمان مدينة إيرانية تقع في محافظة خوزستان جنوب غرب إيران يبلغ عدد سكانها 127,634 نسمة عام 2005.هذه المنطقة هي مقر إقامة عائلة بختياري ومنطقة سكان بختياري، ويعتبر مسجد سليمان شهر الأول من نوعه في إيران.
اسم المدينة يفترض أنه جاء من معتقدات محلية تسمي أطلال قصر أخميني «إرسليمان»، والتي تعني «مسجد سليمان». لاستيطان الرئيسي بالمدينة حدث منذ نحو 100 سنة، نتيجة تطوير صناعة النفط في الشرق الأوسط، حين قامت شركة النفط الأنجلو-إيرانية بإدارة الحقول النفطية في المدينة. الاسم التاريخي للمدينة هو “پارسوماش”، هذا الاسم أطلقه “الفرس” الذين جاءوا من الغرب إلى هذه المنطقة.أثناء العصور الوسطى كان اسمها “تلغر”، وهو اسم الأرض المحاذية لنهر كارون. ولاحقاً تغير اسم المدينة إلى “جهانگيري”، ثم “نفطون”، وأخيراً مسجد سليمان.
في 1908 تم حفر أول بئر نفط في الشرق الأوسط في منطقة نفطون في مركز هذه المدينة، ولذلك فقد أقيم الاحتفال المئوي بهذه المناسبة في عام 2008 في هذه المدينة.

## المناخ
يظهر الجدول التالي التغييرات المناخية على مدار السنة لمسجد سليمان:
| البيانات المناخية لـمسجد سليمان | البيانات المناخية لـمسجد سليمان | البيانات المناخية لـمسجد سليمان | البيانات المناخية لـمسجد سليمان | البيانات المناخية لـمسجد سليمان | البيانات المناخية لـمسجد سليمان | البيانات المناخية لـمسجد سليمان | البيانات المناخية لـمسجد سليمان | البيانات المناخية لـمسجد سليمان | البيانات المناخية لـمسجد سليمان | البيانات المناخية لـمسجد سليمان | البيانات المناخية لـمسجد سليمان | البيانات المناخية لـمسجد سليمان | البيانات المناخية لـمسجد سليمان |
| الشهر | يناير                           | فبراير                          | مارس                            | أبريل                           | مايو                            | يونيو                           | يوليو                           | أغسطس                           | سبتمبر                          | أكتوبر                          | نوفمبر                          | ديسمبر                          | المعدل السنوي                   |
| --- | ------------------------------- | ------------------------------- | ------------------------------- | ------------------------------- | ------------------------------- | ------------------------------- | ------------------------------- | ------------------------------- | ------------------------------- | ------------------------------- | ------------------------------- | ------------------------------- | ------------------------------- |
| الدرجة القصوى °م (°ف) | 25.6 (78.1)                     | 29.0 (84.2)                     | 36.6 (97.9)                     | 41.6 (106.9)                    | 47.6 (117.7)                    | 51.2 (124.2)                    | 51.6 (124.9)                    | 53 (127)                        | 48.0 (118.4)                    | 42.2 (108.0)                    | 34.2 (93.6)                     | 30.0 (86.0)                     | 51.6 (124.9)                    |
| متوسط درجة الحرارة الكبرى °م (°ف) | 16.4 (61.5)                     | 18.8 (65.8)                     | 23.3 (73.9)                     | 30.3 (86.5)                     | 37.8 (100.0)                    | 43.2 (109.8)                    | 45.1 (113.2)                    | 44.8 (112.6)                    | 40.9 (105.6)                    | 34.6 (94.3)                     | 25.4 (77.7)                     | 18.9 (66.0)                     | 31.6 (88.9)                     |
| المتوسط اليومي °م (°ف) | 12.0 (53.6)                     | 13.8 (56.8)                     | 17.7 (63.9)                     | 24.0 (75.2)                     | 31.0 (87.8)                     | 35.8 (96.4)                     | 38.1 (100.6)                    | 37.7 (99.9)                     | 33.5 (92.3)                     | 27.8 (82.0)                     | 19.7 (67.5)                     | 14.2 (57.6)                     | 25.4 (77.7)                     |
| متوسط درجة الحرارة الصغرى °م (°ف) | 7.4 (45.3)                      | 8.7 (47.7)                      | 12.1 (53.8)                     | 17.7 (63.9)                     | 24.2 (75.6)                     | 28.3 (82.9)                     | 31.2 (88.2)                     | 30.6 (87.1)                     | 26.1 (79.0)                     | 20.9 (69.6)                     | 13.9 (57.0)                     | 9.4 (48.9)                      | 19.2 (66.6)                     |
| أدنى درجة حرارة °م (°ف) | −1.4 (29.5)                     | −4.4 (24.1)                     | 1.8 (35.2)                      | 7.0 (44.6)                      | 14.4 (57.9)                     | 22.0 (71.6)                     | 24.0 (75.2)                     | 22.0 (71.6)                     | 20.0 (68.0)                     | 12.4 (54.3)                     | 3.4 (38.1)                      | 0.5 (32.9)                      | −4.4 (24.1)                     |
| الهطول مم (إنش) | 94.1 (3.70)                     | 55.7 (2.19)                     | 71.2 (2.80)                     | 36.0 (1.42)                     | 5.1 (0.20)                      | 0.0 (0.0)                       | 1.0 (0.04)                      | 0.8 (0.03)                      | 0.1 (0.00)                      | 8.2 (0.32)                      | 59.4 (2.34)                     | 104.9 (4.13)                    | 436.5 (17.19)                   |
| متوسط أيام هطول الأمطار (≥ 1.0 mm) | 7.9                             | 6.3                             | 6.4                             | 4.2                             | 0.9                             | 0.0                             | 0.0                             | 0.0                             | 0.0                             | 1.4                             | 3.9                             | 6.9                             | 37.9                            |
| متوسط الرطوبة النسبية (%) | 73                              | 63                              | 52                              | 38                              | 23                              | 16                              | 17                              | 18                              | 20                              | 28                              | 50                              | 69                              | 38                              |
| ساعات سطوع الشمس الشهرية | 165.6                           | 170.5                           | 207.5                           | 212.5                           | 268.2                           | 313.8                           | 322.4                           | 332.8                           | 303.7                           | 259.5                           | 198.3                           | 163.3                           | 2٬918٫1                         |
| المصدر: Iran Meteorological Organization (records), (temperatures), (precipitation), (humidity), (days with precipitation), (sunshine) |                                 |                                 |                                 |                                 |                                 |                                 |                                 |                                 |                                 |                                 |                                 |                                 |                                 |

## أعلام مسجد سليمان
- مهران كريمي ناصري

## أعلام
- صفر ايرانباك
- مهران كريمي ناصري
- منصور رشيدي
- ميلاد ميداوودي
- محسن رضائي